# 宇都宮貞綱
宇都宮 貞綱（うつのみや さだつな）は、鎌倉時代中・後期の武将。鎌倉幕府御家人宇都宮氏第8代当主。宇都宮景綱の子。母は安達義景の娘。興禅寺を開基したことで知られる。北条氏得宗家（鎌倉幕府第9代執権）の北条貞時の偏諱を受けて貞綱と名乗る。

## 略歴
弘安4年（1281年）の元寇の弘安の役では8代執権・北条時宗の命を受けて山陽、山陰の6万もの御家人を率いて総大将として九州に出陣した。その功績により戦後、引付衆の一人に任じられた。
時宗の死後は北条貞時に仕えて嘉元3年（1305年）、嘉元の乱では貞時の命を受けて北条宗方誅殺に協力した。
正和元年（1312年）、亡母の13回忌に全国的にも珍しい巨大鉄製塔婆を奉納した（宇都宮市清巌寺蔵：国の重要文化財）と言われている。
正和5年（1316年）7月25日、51歳にて死去した。法名は蓮昇、法号は興禅寺。